# الدوري الغيني الاستوائي الممتاز
دوري غينيا الاستوائية الأول لكرة القدم هي مسابقة كرة القدم بين أندية غينيا الاستوائية .
البطل الحالي هو كانو سبورت.